# Melinoides aurantiata
Melinoides aurantiata är en fjärilsart som beskrevs av J. Peter Maassen 1890. Melinoides aurantiata ingår i släktet Melinoides och familjen mätare. Inga underarter finns listade i Catalogue of Life.